# Acalolepta fuscosericea
Acalolepta fuscosericea är en skalbaggsart som först beskrevs av Schwarzer 1931.  Acalolepta fuscosericea ingår i släktet Acalolepta och familjen långhorningar.
Artens utbredningsområde är Filippinerna. Inga underarter finns listade i Catalogue of Life.